# Daniel Ramseier
Daniel Ramseier (Zúrich, 29 de julio de 1963) es un jinete suizo que compitió en la modalidad de doma. Es hijo de la jinete Doris Ramseier.
Participó en tres Juegos Olímpicos de Verano, entre 1988 y 2004, obteniendo una medalla de plata en Seúl 1988, en la prueba por equipos (junto con Otto Hofer, Christine Stückelberger y Samuel Schatzmann),  y el séptimo lugar en Sídney 2000, en la misma prueba.
Ganó dos medallas de bronce en el Campeonato Mundial de Doma, en los años 1986 y 1990, y dos medallas en el Campeonato Europeo de Doma, plata en 1987 y bronce en 1989.

## Palmarés internacional
| Juegos Olímpicos   | Juegos Olímpicos        | Juegos Olímpicos  | Juegos Olímpicos |
| Año                | Lugar                   | Medalla           | Categoría        |
| ------------------ | ----------------------- | ----------------- | ---------------- |
| 1988               | Seúl (Corea del Sur)    | Medalla de plata  | Por equipos      |
| Campeonato Mundial |                         |                   |                  |
| Año                | Lugar                   | Medalla           | Categoría        |
| 1986               | Cedar Valley (Canadá)   | Medalla de bronce | Por equipos      |
| 1990               | Estocolmo (Suecia)      | Medalla de bronce | Por equipos      |
| Campeonato Europeo |                         |                   |                  |
| Año                | Lugar                   | Medalla           | Categoría        |
| 1987               | Leicester (Reino Unido) | Medalla de plata  | Por equipos      |
| 1989               | Mondorf (Luxemburgo)    | Medalla de bronce | Por equipos      |